# Michał II (patriarcha Aleksandrii)
Michał II – chalcedoński patriarcha Aleksandrii w latach 870–903. Miał na imię Jan, lecz przybrał imię Michał na cześć swojego poprzednika. Jego wybór na stolicę patriarszą został zaaprobowany przez cesarza Bazylego I Macedończyka.